# Tetracona amathealis
Tetracona amathealis là một loài bướm đêm trong họ Crambidae.:348–349 Chúng thường được tìm thấy ở New Guinea và Australia, nhất là các khu vự Queensland, bắc New South Wales và Western Australia.
Loài này trước đây được phân vào chi Agrotera, nhưng các phân loại gần đây xếp chúng vào loài điển hình của chi Tetracona.